# دیو (اسطوره چینی)
دیو (انگلیسی: Diyu) قلمرو مردگان یا دوزخ در اسطوره‌شناسی چین است. اساساً بر اساس ترکیبی از مفهوم بودایی ناراکا (بودیسم)، باورهای سنتی چینی در مورد زندگی پس از مرگ، و انواع بسط و تفسیرهای عامه پسند از این دو سنت است. این مفهوم به موازات برزخ (مسیحیت) در فرقه‌های مسیحی خاص است.